# Zuhra Begi Agha
Zuhra Begi Agha, levde 1497, var en timuridsk sultangemål. Hon var konkubin till Mahmud Mirza (regent 1494–1495), och mor till Baysonqor Mirza bin Mahmud Mirza (regent 1495–1497).
Zuhra Begi Agha var av uzbekiskt ursprung. Hon blev konkubin i Mahmud Mirzas harem. Hon blev hans mest inflytelserika gemål som mor till hans efterträdare. Hennes son lyckades efter faderns död och splittringen av riket etablera sig i Samarkand.  
När hennes son hotades av Muhammad Shibani Khan (d. 1510), försökte hon förhandla med denna och erbjöd honom giftermål i utbyte mot att hennes son skulle ge honom Samarkand, varefter Muhammad Shibani Khan i gengäld skulle tilldela hennes son ett eget rike att styra över i egenskap av Shibani Khans nya styvson. Hennes son lydde hennes plan och överlämnade Samarkand, varefter Shibani svek sitt löfte till dem båda. Zuhra Begi Agha kritiserades hårt för sina förhandlingar, och det framställdes som att hon kastade bort sin sons rike för att hon ville gifta sig igen.  
Zuhra Begi Agha tillhör de få kvinnorna i timuriddynastin som beskrivs närmare och som utövade någon form av politiskt inflytande. En annan är Khadija Begi Agha.